# 東京都道465号深川吾嬬町線
東京都道465号深川吾嬬町線（とうきょうとどう465ごう ふかがわあづまちょうせん）は、東京都江東区東陽3丁目から墨田区京島1丁目に至る特例都道である。東陽町駅前交差点をさらに南下すると東京メトロ東西線の深川検車区に突き当たる。京島交差点を北上すると、八広駅方面に通ずる。錦糸町駅以南は東22系統中心に昼も多くの都バスが走る。平行する隣の都道として都心側には三ツ目通り、千葉側には明治通りが存在する。

## 路線データ
- 起点 : 江東区東陽三丁目（東京都道10号東京浦安線交点＝東陽町駅前交差点）
- 終点 : 墨田区京島一丁目（東京都道306号王子千住夢の島線交点＝京島交差点）
- 総延長 : 5,445m（2013年4月1日現在）[1]

## 沿革
- 1965年（昭和40年）4月1日 - 特例都道「深川吾嬬町線」路線認定[2]
  - 整理番号 : 465
  - 起点 : 江東区深川東陽町
  - 終点 : 墨田区吾嬬町西四丁目

## 通称
- 四ツ目通り

## 交差する主な道路
- 明治通り（東京都道306号王子千住夢の島線）- 京島交差点
- 浅草通り（東京都道453号本郷亀戸線）- 押上駅前交差点
- 春日通り（墨田区道）- 横川三丁目交差点
- 蔵前橋通り（東京都道315号御徒町小岩線）- 太平四丁目交差点
- 京葉道路（国道14号）- 錦糸町駅前交差点
- 首都高速7号小松川線 - 錦糸町出入口
- 新大橋通り（東京都道50号東京市川線）- 住吉二丁目交差点
- 清洲橋通り（東京都道474号浜町北砂町線）- 扇橋二丁目交差点
- 葛西橋通り（東京都道475号永代葛西橋線）- 豊住橋交差点
- 永代通り（東京都道10号東京浦安線）- 東陽町駅前交差点

## 接続する主な路線・駅
- 押上駅（都営浅草線・京成押上線・東京メトロ半蔵門線・東武伊勢崎線）
- 錦糸町駅（JR総武線・東京メトロ半蔵門線）
- 住吉駅（都営新宿線・東京メトロ半蔵門線）
- 東陽町駅（東京メトロ東西線）